# Federação Paranaense de Futebol
Der Federação Paranaense de Futebol (FPF) ist der Fußballverband des brasilianischen Bundesstaates Paraná. Er ist für Akkreditierungen im Fußball von Paraná verantwortlich, vertritt die Fußballklubs von Paraná beim nationalen Verband, dem Confederação Brasileira de Futebol und organisiert den Ligabetrieb des Bundesstaates.

## Geschichte
Der FPF wurde am 4. August 1937 gegründet, nachdem mehrere Bewegungen mit dem Ziel entstanden waren, den Fußball in Paraná zu organisieren.
Obwohl Paraná bereits 1903 den ersten Fußball erhielt, der von Professor Victor Ferreira do Amaral mitgebracht wurde, stammt der älteste dokumentarische Beweis für die Abhaltung von Spielen im Staat, der von der FPF gefunden wurde, vom 30. Dezember 1905. Diese Information ist in einer Anzeige enthalten, die im Diário da Tarde veröffentlicht wurde, einer Zeitschrift, die ab 1899 in Curitiba erschien. Auf Seite 3 dieser Zeitung wurde die Bevölkerung zu einem Ballspiel eingeladen, das im Wald in der Rua Marechal Deodoro 64 stattfinden sollte. Das Turnier fand am 31. Dezember 1905 und 1. Januar 1906 statt.
Ab 1908, mit dem Aufkommen der ersten Fußballvereine sowohl in der Hauptstadt Curitiba als auch auf dem Land, bestand die Notwendigkeit, eine Einheit zu schaffen, die offizielle Wettbewerbe organisieren sollte. Die erste, die der FPF vorausging, war die 1914 gegründete Liga Sportiva Paranaense (LSP).
Bald nach seiner Gründung gewann LSP einen starken Konkurrenten. Im Zuge der Austragung der ersten Staatsmeisterschaft von Paraná 1915 kam es zu einem Streit zwischen den Führer der LSP und den Klubs América FC sowie International Foot-Ball Club. Hintergrund war der Einsatz des Spielers von International, der im Zuge des Gewinns der Staatsmeisterschaft durch den Klub zum Einsatz gekommen war. Das Mitglied von América Luís Guimarães, erklärte daraufhin gegenüber der Zeitung Commércio do Paraná, dass der Meistertitel von International nicht gültig wäre. Gemäß den Statuten der LSP durften nur in Curitiba lebende Spieler am Ligabetrieb teilnehmen. Der von International eingesetzte Spieler war zwar in der Stadt geboren, lebte aber außerhalb. Als Guimarães als Sekretär für den Verband nominiert wurde, akzeptierte International diese nicht und es kam zum Zerwürfnis. América und andere Klub gründeten zur Saison 1916 eine eigene Liga, die Associação Paranaense de Sports Athleticos (APSA).
Im Dezember 1916 wurde nach einer Rede des Dichters Olavo Bilac Frieden zwischen den Ligen geschlossen und die Associação Sportiva Paranaense (ASP) gegründet. Es wurde entschieden, dass der Meister durch eine Entscheidung zwischen den Meistern der beiden Ligen dem Coritiba FC (APSA Meister) und dem Britânia SC (LSP Meister) ermittelt werden würde. Das Endspiel fand im Januar 1917 statt und wurde von Coritiba mit 2:1 gewonnen. 1926 wurde die ASP in Federação Paranaense de Desportos (FPD) umbenannt.
1937 wurden die Zuständigkeiten aufgeteilt. Die Liga Curitibana de Futebol (LCF) übernahm die Verwaltung des Fußballs in der Hauptstadt, während der Federação Paranaense de Futebol (FPF) die Verantwortung für den Fußball im Bundesstaat übernahm. Die FPD hingegen war für die Organisation der unteren Kategorien zuständig. Erst 1941 wurden die FPD und die LCF aufgelöst. Seitdem ist die FPF der Verband von Paraná.

## Wettbewerbe
Der Verband ist verantwortlich für die Organisation verschiedene Wettbewerbe im Profi-, Amateur- und Nachwuchsbereich. Im Profifußball sind dieses:
- Staatsmeisterschaft von Paraná der Herren, mehrstufige Liga
- Staatsmeisterschaft von Paraná der Frauen
- Staatspokal von Paraná der Herren (erloschen)

Über die Staatsmeisterschaften können sich Klub zur Teilnahme am nationalen Ligabetrieb sowie dem nationalen Pokalwettbewerb qualifizieren.